# 차드-리비아 전쟁
차드-리비아 전쟁은 차드와 리비아 아랍 자마히리야 간의 전쟁이다.

## 배경
아프리카는 유럽 국가들에게 오랫동안 식민 지배를 당하였다. 아프리카 국가들은 독립하면서 식민지때의 경계로 독립하게 되었는데, 이에 각 나라들마다 인식하고 있는 영토가 차이나게 되었다. 그러자 리비아의 국가원수였던 무아마르 알 카다피는 북부 차드 일부의 영유권을 주장하고 그러며 전쟁이 발발하게 되었다.

### 아우조우 지구 점령
리비아의 차드 개입은 1968년 차드 내전 당시 반군이었던 차드 국민해방전선(FROLINAT)이 프랑수아 톰발바예 기독교 대통령에 대한 게릴라전을 북쪽 보르쿠-엔네디-티베스티주(洲)까지 확대하면서 시작되었다. 이드리스 1세 리비아 국왕은 차드-리비아 국경 양측 간의 오랜 끈끈한 유대 관계로 차드 국민해방전선을 지원해야 할 필요성을 느끼게 되었고, 차드의 이전 식민 지배자이자 현재 보호국으로 있는 프랑스와의 관계를 유지하기 위해, 반군에게 리비아 영토 내 은신처를 제공하고 비살상 무기만 제공하였다.

아우조우 지구 (적색으로 표시)

하지만, 1969년 9월 초하루에 리비아 쿠데타로 이드리스가 축출되고 무아마르 알 카다피가 집권하면서 상황이 변화하였다. 카다피는 차드 북부의 아우조우 지구에 대한 영유권을 주장하였는데, 이는 1935년 당시 리비아의 식민 세력이었던 이탈리아와 차드의 식민 세력이었던 프랑스가, 체결은 하였으나 비준되지 않은 조약을 지칭한 것이다. 이러한 주장은 1954년 이드리스가 아우조우를 점령하려 했을 때에도 제기되었지만, 그의 군대는 프랑스 식민군에 의해 격퇴되었다. 본래 그는 차드 국민해방전선에 대해 경계심을 품었지만, 1970년이 되자 자신의 필요에 유용하다는 것을 알게 되었고, 동구권 국가들, 특히 동독의 지원을 받아 반군을 훈련시키고 무장시켰으며 무기와 자금을 지원하였다. 1971년 8월 27일, 차드는 이집트와 리비아가 프랑수아 톰발바예 당시 대통령에 대한 쿠데타를 최근 사면받은 차드인들이 지원했다고 비난하고 나섰다.
쿠데타 실패 당일, 톰발바예는 리비아 및 이집트와의 모든 외교 관계를 단절하고 모든 리비아 반대 세력이 차드에 주둔하도록 권유했으며, '역사적 권리'를 근거로 페잔에 대한 영유권을 주장하기 시작하였다. 이에 카다피는 9월 17일, 차드 국민해방전선을 차드의 유일한 합법 정부로 공식 인정하였다. 10월, 바바 하산 차드 외무장관은 이에 국제 연합에서 리비아의 팽창주의적 사상을 규탄하였다.
프랑스의 대(對)리비아 압력 행사와 하마니 디오리 니제르 대통령의 중재로 양국은 1972년 4월 17일 외교 관계를 재개하였다. 얼마 지나지 않아 톰발바예는 이스라엘과 단교, 11월 28일 아우조우 지구를 리비아에 양도키로 비밀리에 합의하였다. 그 대가로 카다피는 차드 대통령에게 4천만 파운드를 약속, 양국은 1972년 12월 우호 조약에 서명하였다. 카다피는 차드 국민해방전선 대한 공식 지원을 철회하고 지도자 아바 시딕에게 본부를 트리폴리에서 알제로 이전하도록 압박하였다.  이후 몇 년 동안 우호 관계가 확립되었고, 카다피는 1974년 3월 차드 수도 은자메나를 방문하였다. 같은 달 차드에 투자 자금을 제공하기 위해 합작 은행이 설립되었다. 1972년 조약 체결 6개월 후, 리비아군은 가자지구로 진격하여 아우조우 바로 북쪽에 지대공 미사일로 보호되는 공군 기지를 건설하였다. 인수 쿠프라에 부속된 민간 행정부가 설립되었고, 이 지역 주민 수천 명에게 리비아 시민권이 부여되었다. 이때부터 리비아 지도에는 이 지역이 리비아의 일부로 표시되었다.

### 반란의 확장
1975년 4월 13일, 쿠데타로 톰발바예가 실각하고 펠릭스 말룸 장군이 즉위하였다. 쿠데타는 톰발바예의 리비아 유화 정책에 대한 반대에 일부 기인하였기에, 카다피는 이를 자신의 영향력에 대한 위협으로 간주하고 차드 국민해방전선에 대한 물자 공급을 재개하였다.
리비아 행동주의는 차드 국민해방전선에서 분열된 가장 강력한 세력인 북부군 사령위원회(CCFAN)에서 우려를 불러일으키기 시작하였다. 1976년 10월, 리비아 지원 문제로 반군 세력이 분열되었고, 소수 세력은 민병대를 탈퇴하여 반(反)리비아 성향의 이센 아브레가 이끄는 북부군(FAN)을 결성하였다. 카다피와의 동맹을 받아들일 의향이 있던 다수 세력은 구쿠니 웨데이가 지휘하였고, 웨데이는 곧 인민군(FAP)으로 개칭하였다.
당시 카다피의 지원은 주로 인도적 지원에 치중한 한편, 무기 공급은 제한적이었다. 하지만 1977년 2월, 리비아가 우에데이의 병력에 AK-47 돌격소총 수백 정, 로켓추진유탄 수십 정, 81mm 및 82mm 박격포와 캐넌을 지원하면서 모든 것이 바뀌기 시작했다. 이러한 무기로 무장한 차드군(FAP)은 6월, 티베스티주의 바르다이와 주아르, 그리고 보르쿠주의 응앵가(Ounianga) 케비르에 있는 차드군(FAT)의 거점을 공격하였다. 6월 22일 이후 포위된 바르다이가 1977년 7월 4일 항복하고 주아르가 철수하자, 이 공격으로 우에데이는 티베스티를 완전히 장악, FAT는 300명의 병력을 잃었고, 군수품 더미는 반군의 손에 넘어갔다. 응앵가는 6월 20일에 공격을 받았지만, 프랑스 군사 고문단 덕분에 무사히 구조되었다.

## 과정
말룸-하브레(Malloum-Habré) 협정은 카다피에게 차드 내 자신의 영향력에 대한 심각한 위협으로 인식되었고, 리비아의 개입 수준을 높이는 원인이 된다. 리비아 지상군의 적극적인 참여로 구쿠니의 FAP는 1978년 1월 29일, 차드 북부에서 정부가 장악하고 있던 마지막 전초기지인 파야-라르조와 파다, 응앵가 케비르를 상대로 이브라힘 아바차 공세를 처음으로 개시하였다. 이 공격은 성공적이었으며, 우에데이와 리비아군은 BET현을 장악하였다.
리비아-FAP군과 차드 정규군 간의 결정적인 대치는 BET의 수도인 파야-라르조에서 벌어졌다. 파야-라르조에서는 5,000명의 차드군이 방어하고 있었는데 1978년 2월 18일, 2,500명의 반군과 최대 4,000명에 달하는 리비아군의 지원을 받는 치열한 전투 끝에 함락되고 말았다. 리비아군은 이 전투에 직접 가담하지는 않았으나, 기갑·포병 및 공중 지원을 제공한 것으로 보인다. 또한 반군은 9K32 스트렐라-2 지대공 미사일을 장착하는 등 이전보다 무장한 상태였다.